# Islandia (Flórida)
Islandia é uma comunidade não incorporada localizada no estado americano da Flórida, no condado de Miami-Dade. Deixou de ser uma cidade em 6 de março de 2012.

## Geografia
De acordo com o United States Census Bureau tem uma área de 171,9 km², dos quais 16,7 km² cobertos por terra e 155,2 km² cobertos por água.

### Localidades na vizinhança
O diagrama seguinte representa as localidades num raio de 24 km ao redor de Islandia.

## Demografia
Segundo o censo americano de 2000, a sua população era de 6 habitantes.